# Rue Gauthey
La rue Gauthey est une voie située dans le quartier des Épinettes du 17e arrondissement de Paris.

## Situation et accès
La rue Gauthey est desservie par la ligne 13 à la station Brochant.

## Origine du nom
Elle porte le nom de l'ingénieur Émiland Marie Gauthey (1732-1806), comme de nombreuses voies du secteur dédiées à des savants.

## Historique
Précédemment « rue du Garde », la partie entre l'avenue de Clichy et la rue Guy-Môquet a porté le nom de « rue Mabille » quand elle était située sur la commune des Batignolles.
Classée dans la voirie parisienne par décret du 23 mai 1863, la rue prend sa dénomination par décret du 24 août 1864.

## Bâtiments remarquables et lieux de mémoire
- Le peintre français Émile Hirsch (1832-1904) ouvrit son atelier de peinture sur verre dans cette rue, en 1868.
- Le collectionneur français Alfred de Liesville (1836-1885) possédait une maison au no 58, où il avait accumulé une immense collection de faïences et de médailles révolutionnaires, léguée au musée Carnavalet. La maison a également été léguée à la ville de Paris pour en faire une école de dessin pour les jeunes ouvriers.
- Lors de la guerre de 1870, la future « La Goulue » fuit avec sa famille les bombardements de Clichy par les Allemands et s'installe 18 rue Gauthey[2].
- La comédienne Jacqueline Ferrière, voix française d'Ava Gardner, naît au n°31 de la rue[3].